# Panamericanismo

Le Americhe

Il panamericanismo, o integrazione panamericana, è un movimento politico e sociale che ha come obiettivo quello di incoraggiare le relazioni, l'associazione e la cooperazione tra gli Stati delle Americhe. Sebbene nel tempo questo termine facesse riferimento alle diverse correnti che si rifacevano a una unione panamericana di diverso tipo, oggi suole indicare specificamente la cooperazione su base paritaria tra gli stati, in opposizione al termine americanismo che indica la tendenza degli Stati del Centro e Sud America (ma non solo) a uniformarsi culturalmente e politicamente all'egemonia degli Stati Uniti.

## Storia
La nascita del panamericanismo si fa risalire agli inizi del XIX secolo, con l'insorgere delle colonie spagnole per ottenere l'indipendenza dalla madrepatria. Queste sollevazioni avvennero in modo quasi contemporaneo da nord a sud del continente (incoraggiati anche dal buon esito della Rivoluzione americana), sotto la guida di leader come José de San Martín e Simón Bolívar, che coordinarono i rispettivi sforzi. Bolívar stesso rese possibile il primo tentativo di unione politica, con la nascita della Gran Colombia, uno Stato federato che comprendeva Colombia, Venezuela, Ecuador, Panama, e che durò dal 1819 al 1831. Qualche anno dopo nacquero le Province Unite dell'America Centrale, uno Stato che unì le ex colonie del Centroamerica dal 1823 al 1840. Al contempo nel Nord America si sviluppò un'ideologia panamericana, che trovò una sua espressione nella dottrina Monroe, per cui gli Stati Uniti si opponevano a qualsiasi ingerenza delle potenze europee sugli affari interni degli Stati americani, e puntavano fondamentalmente a sostituirle come dominatori del continente, in virtù della loro crescente potenza economica e politica.
A partire dagli anni trenta del XIX secolo nell'America Latina i nazionalismi presero il sopravvento sul progetto panamericano, prima con la disgregazione prima della Gran Colombia e delle Province Unite dell'America Centrale, e successivamente con le lotte intestine che videro opposti Brasile e Argentina per il dominio dell'Uruguay, la guerra paraguaiana e la guerra del Pacifico. Ciò nonostante il progetto panamericano continuò a sopravvivere in una serie di conferenze interamericane tenute a Panama (1826), Lima (1847), Santiago del Cile (1856) e di nuovo a Lima (1864), in cui si discusse principalmente di costituire una difesa comune, probabilmente per le mire coloniali che gli imperi europei continuavano ad avere sul continente.
I primi risultati concreti giunsero con la conferenza di Washington (1889-90), sponsorizzata dal governo statunitense, dove si riunirono tutti i Paesi americani eccetto la Repubblica Dominicana. La conferenza adottò dei trattati sugli scambi commerciali, che prevedevano anche la nascita dell'Ufficio Commerciale delle Repubbliche Americane per la risoluzione delle dispute commerciali, e istituì l'Unione internazionale delle repubbliche americane.
A Washington vennero riconosciuti i principi del rifiuto del diritto di conquista e dell'arbitrato nelle controversie fra stati, ma si distinsero subito le due diverse interpretazioni del panamericanismo, una basata sulla collaborazione paritaria tra gli Stati e l'altra, quella della dottrina Monroe, basata sull'egemonia degli Stati Uniti. Per i primi decenni quest'ultima fu l'interpretazione dominante, con gli USA che considerarono l'America Latina come una zona diretta di espansione e protezione dei propri interessi commerciali. Così fu almeno fino alla conferenza di Montevideo del 1933, in cui l'amministrazione Roosevelt inaugurò la cosiddetta "politica del buon vicinato", che sanciva i principi della cooperazione paritetica e della non-ingerenza degli affari interni di un altro Stato. Il presidente Roosevelt creò anche l'Ufficio del Coordinatore degli affari inter-americani per incoraggiare la sua "politica del buon vicinato" in tutta l'America latina nel 1940. Questo clima di rinnovate relazioni interamericane fu poi fondamentale per l'alleanza di tutti i Paesi americani a fianco degli Stati Uniti nel corso della seconda guerra mondiale, e sfociò, ancora prima della fine della guerra, nella conferenza di Città del Messico (febbraio 1945), che adottò l'atto di Chapultepec. Questo sanciva l'evoluzione dell'Unione internazionale delle repubbliche americane in un organo che avrebbe coordinato anche della difesa collettiva (vedi trattato interamericano di assistenza reciproca). Tale progetto fu poi perfezionato nell'ottava e nella nona conferenza (a Petrópolis nel 1947 e a Bogotà nel 1948), così il 30 aprile 1948 la Carta di Bogotà istituì la nuova Organizzazione degli Stati Americani (OSA), riconoscendo come uno dei suoi principi "il diritto dell'essere umano, senza alcuna distinzione di razza, nazionalità, credo o sesso", e stabilendo come dovere fondamentale degli stati membri "il rispetto dei diritti della persona umana". L'OSA comprendeva così: un organo direttivo, la Conferenza interamericana; un organo esecutivo, il Consiglio; un tavolo comune dei ministri degli esteri; e infine l'Unione panamericana, diretta da un segretario, con compiti di segreteria generale. Sempre a Bogotà fu adottata anche la Dichiarazione Americana dei Diritti e dei Doveri dell'Uomo. La conferenza di Buenos Aires (1967) creerà poi un'Assemblea generale ispirata a quella dell'ONU.

## Ostacoli e situazione attuale del panamericanismo
La questione della cooperazione economica è stata sempre al centro delle divergenze tra le due interpretazioni del panamericanismo. Nonostante il riavvicinamento delle posizioni iniziato a Montevideo avesse portato al riconoscimento, nell'atto di Chapultepec e nella carta di Bogotà, di aiuti economici promessi dagli Stati Uniti in cambio dell'appoggio degli altri Stati nella guerra, questi non furono concessi per anni. Il progetto dell'Alleanza per il progresso lanciato da Kennedy nei primi anni '60 era un tentativo in tal senso, ma col passare del tempo si limitò a stanziare fondi finanziari, e tuttavia vide al contempo un'opposizione sempre più netta tra gli interessi economici del sud e del nord e un progressivo disimpegno degli Stati Uniti nell'assistenza all'America Latina. Lo sviluppo nei decenni del dopoguerra è infatti avvenuto a velocità molto diverse tra il centro-sud sottosviluppato e il nord economicamente florido. Questo determinò la volontà degli Stati latinoamericani di proseguire autonomamente un percorso di integrazione, e portò quindi alla nascita di aree di libero scambio come il Mercosur e il Patto Andino. Gli Stati Uniti si agganciarono successivamente a questo movimento di progressiva integrazione economica con il Progetto per le Americhe avanzato da George Bush senior che sfociò nel 1994 nella creazione del NAFTA, un'area di libero scambio tra Stati Uniti, Canada e Messico, ma che è stato visto come un tentativo di colonizzazione economica degli USA (come dimostra anche la rivolta zapatista scoppiata in Messico dopo l'approvazione del trattato). Al NAFTA ha fatto seguito un progetto di integrazione più ampia, la cosiddetta zona di libero scambio delle Americhe (ALCA), avanzato nel 1994 sempre dagli Stati Uniti.
La cooperazione panamericana ha incontrato anche ostacoli di natura politica quando, nell'ambito della guerra fredda, gli Stati dell'America Latina sono diventati un terreno di conquista per le potenze statunitensi e sovietiche, e ciò ha portato diversi governi statunitensi a ingerirsi negli affari interni degli Stati latinoamericani (quelli che vennero sprezzantemente definiti il "cortile di casa" degli USA) in violazione ai principi dell'OSA, favorendo governi, anche dittatoriali, a loro favorevoli, e contrastando i governi, dittatoriali e democratici, di orientamento comunista o socialista: negli anni cinquanta in Guatemala, negli anni sessanta a Cuba, negli anni settanta in Argentina, Bolivia, Brasile, Cile, Paraguay, Perù e Uruguay e negli anni ottanta in Nicaragua, più svariati altri.
Le massicce ingerenze statunitensi hanno determinato nel corso dell'ultimo decennio l'avvento in America del Sud di governanti ostili o comunque di orientamento socialista, come in Venezuela, Cile, Brasile e Bolivia. Anche per questo, i progetti di integrazione lanciati dagli USA sono stati boicottati da governi particolarmente ostili come quello cubano e venezuelano, che all'ALCA hanno contrapposto l'ALBA (Alleanza bolivariana per le Americhe), così chiamata in onore di Bolívar, uno dei primi panamericanisti. Mentre l'ALCA persegue la liberalizzazione assoluta del commercio dei beni e dei servizi, l'ALBA pone enfasi sulla lotta contro la povertà e l'esclusione sociale, e pertanto esprime meglio gli interessi dei popoli latinoamericani. Obiettivo dell'ALBA è anche quello di evitare che gli stati latinoamericani si contrappongano tra di loro, perdendo forza negoziale e cedendo di fronte alle pressioni statunitensi per la rapida costituzione dell'ALCA.

## Altre aree di collaborazione panamericana
Sebbene le relazioni politiche e commerciali siano state il maggiore terreno di disputa e non abbiano mai raggiunto la liberalizzazione auspicata, la collaborazione è stata estesa nei decenni anche ad altre aree, come sanità (con l'Organizzazione panamericana della sanità del 1902), infrastrutture (con l'autostrada panamericana progettata nel 1923), diritti dell'infanzia (con l'Istituto internazionale americano per l'infanzia del 1927), storia e geografia (con l'Istituto Panamericano della Geografia e della Storia del 1928), diritti delle donne (con la Commissione interamericana delle donne del 1928), politiche indigene (con l'Istituto indigenista interamericano del 1940), agricoltura (con l'Istituto Interamericano delle Scienze agrarie del 1942), difesa comune (con il già citato trattato interamericano di assistenza reciproca del 1947), aiuto allo sviluppo (con la Banca Interamericana di Sviluppo del 1959), peacekeeping (con la Forza di pace interamericana del 1965) e diritti umani (con la Corte interamericana dei diritti umani del 1969 e la Carta democratica interamericana del 2001).

## Congressi e conferenze
- 1826 a Panama: Congresso Anfictiónico di Panamá, organizzato da Simón Bolívar
- 1847-1848 a Lima
- 1856-1857 a Santiago del Cile
- 1864 a Lima
- 1889-90 a Washington, con la nascita dell'Unione internazionale delle repubbliche americane
- 1901-02 a Città del Messico
- 1906 a Rio de Janeiro
- 1910 a Buenos Aires
- 1923 a Santiago del Cile
- 1928 a L'Avana
- 1933 a Montevideo
- 1936 a Buenos Aires: Conferenza di pace
- 1938 a Lima
- 1942 a Petropolis, nei pressi di Rio de Janeiro: Conferenza dei ministri degli esteri
- 1948 a Bogotá, con la fondazione dell'Organizzazione degli Stati Americani
- 1954 a Caracas
- 1967 a Buenos Aires
- 1969 a Viña del Mar
- 2005 a Panama City: Congresso di Scrittori e Scrittrici del Centroamerica
- 2006 a Panama City: Congresso Latinoamericano e caraibico per la Solidarietà all'indipendendenza di Porto Rico